# کلی پالمر

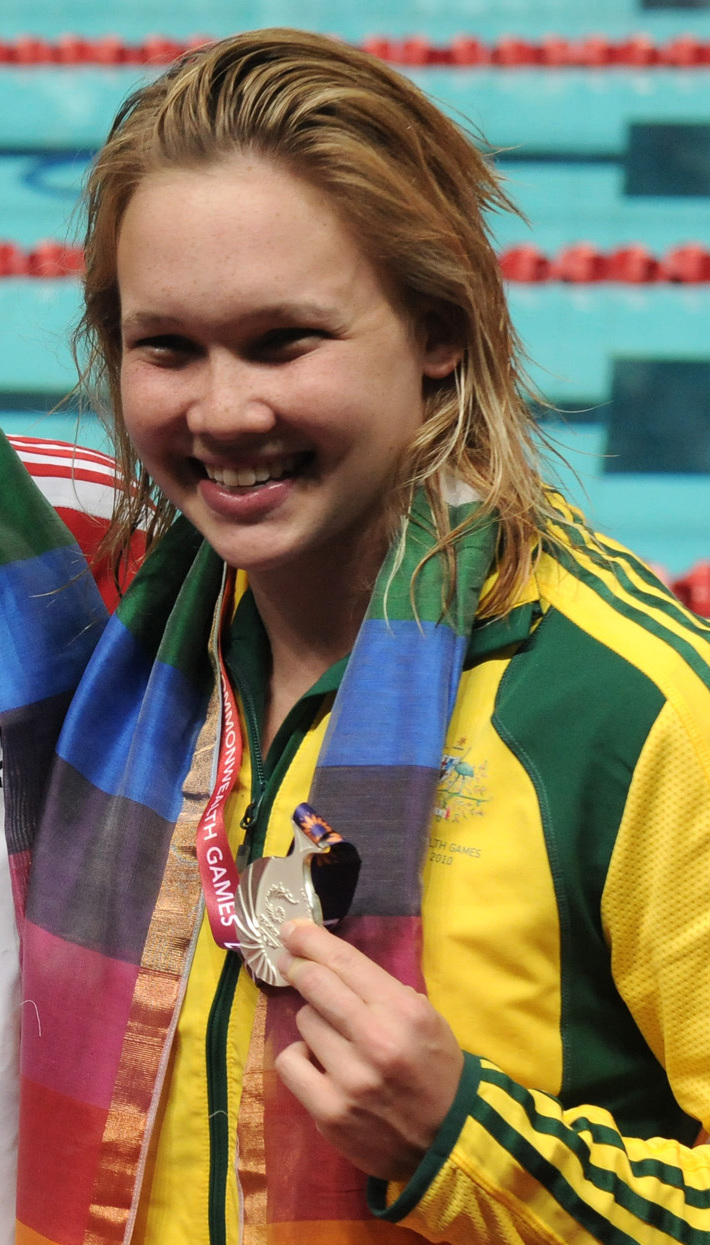
کلی پالمر در سال ۲۰۱۰

کلی پالمر (به انگلیسی: Kylie Palmer) (زادهٔ ۲۵ فوریهٔ ۱۹۹۰) شناگر اهل استرالیا است.